# Prokópis Pavlópoulos
Prokópis K. Pavlópoulos (no alfabeto grego: Προκόπης Παυλόπουλος; Calamata, 10 de julho de 1950) é um político grego, foi presidente de seu país de 2015 até 2020.
Prokópis nasceu em Calamata, no Peloponeso e começou sua carreira como advogado para posteriormente se tornar professor de direito da Universidade de Atenas.
Iniciou sua atividade pública em 1996 quando foi eleito pela primeira vez ao cargo de deputado pela agremiação partidária Nova Democracia, o principal partido de direita do país. Ocupou entre 2005 e 2009 o posto de ministro da Administração e do Interior no governo de Kostas Karamanlís.
A 27 de janeiro de 2017, foi agraciado com o Grande-Colar da Ordem do Infante D. Henrique, de Portugal, por ocasião da sua visita de Estado a Lisboa.